# Philodicus fraternus
Philodicus fraternus är en tvåvingeart som först beskrevs av Christian Rudolph Wilhelm Wiedemann 1819.  Philodicus fraternus ingår i släktet Philodicus och familjen rovflugor. Inga underarter finns listade i Catalogue of Life.